# Малышево (Рыбновский район)
Малышево — деревня в Рыбновском районе Рязанской области. Входит в Пионерское сельское поселение.

## География
Находится в западной части Рязанской области на расстоянии приблизительно 34 км на запад-юго-запад по прямой от железнодорожного вокзала в городе Рыбное.

## История
На карте 1850 года показана как поселение с 50 дворами. В 1859 году здесь (тогда деревня Михайловского уезда Рязанской губернии) было учтено 59 дворов, в 1897 — 85.

## Население
Численность населения: 438 человек (1859 год), 609 (1897), 27 в 2002 году (русские 100 %), 18 в 2010.